# Behind Her Eyes
Behind Her Eyes is een Britse psychologische thriller-miniserie, die ontwikkeld is door Steve Lightfoot en gebaseerd is op de gelijknamige roman uit 2017 van Sarah Pinborough. De miniserie ging op 17 februari 2021 in première op Netflix.

## Verhaal
Louise Barnsley is een alleenstaande moeder die een nogal saai leven leidt. Eigenlijk is haar zoon alles voor haar, maar ze begint een affaire met een pubkennis die kort daarna haar nieuwe baas blijkt te zijn, de psychiater David Ferguson. Zijn vrouw Adele raakt bevriend met Louise, zogenaamd per ongeluk waarop zich een duistere geest ontwikkelt.

## Rolverdeling
| Acteur         | Personage          |
| -------------- | ------------------ |
| Eve Hewson     | Adele Ferguson     |
| Tom Bateman    | Dr. David Ferguson |
| Simona Brown   | Louise Barnsley    |
| Robert Aramayo | Rob Hoyle          |
| Tyler Howitt   | Adam               |
| Georgie Glen   | Sue                |
| Nichola Burley | Sophie             |

## Afleveringen
| # | Titel               | Regie               | Script          | Datum            |
| - | ------------------- | ------------------- | --------------- | ---------------- |
| 1 | "Chance Encounters" | Erik Richter Strand | Steve Lightfoot | 17 februari 2021 |
| 2 | "Lucid Dreaming"    | Erik Richter Strand | Steve Lightfoot | 17 februari 2021 |
| 3 | "The First Door"    | Erik Richter Strand | Angela LaManna  | 17 februari 2021 |
| 4 | "Rob"               | Erik Richter Strand | Angela LaManna  | 17 februari 2021 |
| 5 | "The Second Door"   | Erik Richter Strand | Steve Lightfoot | 17 februari 2021 |
| 6 | "Behind Her Eyes"   | Erik Richter Strand | Steve Lightfoot | 17 februari 2021 |

## Productie
Op 25 januari 2019 werd de zesdelige miniserie aangekondigd door Netflix. Steve Lightfoot wordt ingehuurd als de maker en uitvoerend producent van de serie. In augustus 2019 werd aangekondigd dat Erik Richter Strand de miniserie gaat regisseren. In augustus 2019 werden Eve Hewson, Tom Bateman, Simona Brown en Robert Aramayo gecast voor de hoofdrol.
De opnames begonnen in juni 2019 en vonden plaats in Londen en Schotland. De opnames werden afgerond in oktober 2019.

## Release
Op 4 februari 2021 bracht Netflix de officiële trailer uit. Behind Her Eyes werd uitgebracht op 17 februari 2021.

## Ontvangst
Op Rotten Tomatoes heeft Behind Her Eyes een waarde van 63% en een gemiddelde score van 5,88/10, gebaseerd op 35 recensies. Op Metacritic heeft de film een gemiddelde score van 54/100, gebaseerd op 13 recensies.